# Neurypexina regillus
Neurypexina regillus är en fjärilsart som beskrevs av Holland 1891. Neurypexina regillus ingår i släktet Neurypexina och familjen juvelvingar. Inga underarter finns listade i Catalogue of Life.